# Paolo Torre
Paolo Torre (né le 26 novembre 1976  à Pietrasanta) est un joueur de volley-ball italien. Il mesure 2,01 m et joue passeur. Il totalise 19 sélections en équipe d'Italie.

## Clubs
| Club     | Pays   | De        | À         |
| -------- | ------ | --------- | --------- |
| Milan    | Italie | 1994-1995 | 1994-1995 |
| Cuneo    | Italie | 1995-1996 | 1996-1997 |
| Catane   | Italie | 1997-1998 | 1997-1998 |
| Latina   | Italie | 1998-1999 | 1998-1999 |
| Carifano | Italie | 1999-2000 | 1999-2000 |
| Cuneo    | Italie | 2000-2001 | 2000-2001 |
| Latina   | Italie | 2001-2002 | 2004-2005 |
| Cagliari | Italie | 2005-2006 | …         |

## Palmarès
- Coppa Italia : 1996
- Supercoupe d'Italie : 1996
- Coppa Italia A2 : 2000
- Coupe des Coupes : 1997
- Coupe de la CEV : 1996
- Supercoupe d'Europe : 1996